# Univers 05
Univers 05 est une anthologie de huit nouvelles de science-fiction publiées entre 1970 et 1976, sélectionnées par Jacques Sadoul.
L'anthologie est la cinquième de la série Univers qui compte trente ouvrages. Elle ne correspond pas à un recueil qui serait déjà paru aux États-Unis ; il s'agit d'un recueil inédit de nouvelles, édité pour le public francophone.
L'anthologie a été publiée en mai 1976 aux éditions J'ai lu dans la collection Science-fiction (no 665). L'image de couverture a été réalisée par Jean-Claude Forest.

## Première partie: nouvelles

### La Sonate d'un autre monde
- Auteurs : Michel Jeury et Katia Alexandre.
- Première publication dans cette anthologie.
- Situation dans l'anthologie : pages 10 à 39.
- Résumé :
- Liens externes : 
  - Notice sur Noosfère
  - Notice sur iSFdb

### Un après-midi avec un autobus mort
- Auteur : David Gerrold.
- Titre original : Afternoon with a Dead Bus.
- Publication : octobre 1971.
- Traduction : France-Marie Watkins.
- Situation dans l'anthologie : pages 40 à 47.
- Résumé :
- Liens externes : 
  - Notice sur Noosfère
  - Notice sur iSFdb

### Une fenêtre dans l'enfer de Dante
- Auteur : Michael Bishop.
- Titre original : The Window in Dante's Hell.
- Publication : juillet 1973.
- Traduction : Michel Deutsch.
- Situation dans l'anthologie : pages 48 à 69.
- Résumé :
- Liens externes : 
  - Notice sur Noosfère
  - Notice sur iSFdb

### Parfaite et entière chrysolite
- Auteur : R. A. Lafferty.
- Titre original : Entire and Perfect Chrysolite.
- Publications : mars 1970.
  - aux États-Unis :
  - en France : autre publication dans Histoires de mirages (sous le titre Chrysolithe entière et parfaite).
- Traduction : France-Marie Watkins.
- Situation dans l'anthologie : pages 70 à 85.
- Résumé : À bord de leur petit navire Le Fidèle Prosélyte, cinq amis qui font une traversée en mer Méditerranée sont victimes d'étranges troubles psychiques et d'hallucinations.
- Article connexe : Chrysolite.
- Liens externes : 
  - Notice sur Noosfère
  - Notice sur iSFdb

### Poisson aveugle
- Auteur : George W. Barlow.
- Publication : .
- Situation dans l'anthologie : pages 86 à 100.
- Résumé :
- Liens externes : 
  - Notice sur Noosfère
  - Notice sur iSFdb

### La Femme dénudée
- Auteur : Christopher Priest.
- Titre original : A Woman Naked.
- Publication : janvier 1974.
- Traduction : Marianne Leconte.
- Situation dans l'anthologie : pages 101 à 111.
- Résumé :
- Liens externes : 
  - Notice sur Noosfère
  - Notice sur iSFdb

### Partie de chasse
- Auteur : Gordon Eklund.
- Titre original : Stalking the Sun.
- Publication : 1972.
- Traduction : France-Marie Watkins.
- Situation dans l'anthologie : pages 112 à 134.
- Résumé :
- Liens externes : 
  - Notice sur Noosfère
  - Notice sur iSFdb

### L'Homme sans tête
- Auteur : Gene Wolfe.
- Titre original : The Headless Man.
- Publication : 1972.
  - Publication aussi dans Histoires de sexe-fiction.
- Traduction : France-Marie Watkins.
- Situation dans l'anthologie : pages 135 à 142.
- Résumé :
- Liens externes : 
  - Notice sur Noosfère
  - Notice sur iSFdb

## Partie thématique et encyclopédique

### Éditorial et introduction
- Éditorial par Jacques Sadoul, page 5.
- Introduction : « Destination : univers » par Yves Frémion, pages 6 à 9.

### Bande dessinée, essai et chronique
- Bande dessinée : « Les Six secondes qui suivirent la collision… » par Volny, pages 143 à 151.
- Essai : « Un humaniste de la s.-f. : James Blish » par Daniel Riche, pages 152 à 164.
- Chronique : « Présence du futur, phase 1 » par Italo Tomasini et Tomaso Tomasini[1], pages 165 à 178.